# Netmask
Een netwerkmasker, subnetmask of ook wel netmask is een binair getal dat wordt gebruikt om een scheiding, ofwel subnet aan te brengen in de IP-adressering. De IP-adressen binnen dit subnet vallen binnen hetzelfde broadcast-domain. Dit heeft tot gevolg dat een broadcast niet over het gehele internet wordt verzonden. 
Het 'netmask' bestaat binair geschreven uit een aantal (zeg {\displaystyle n}) opeenvolgende "énen" vanaf het MSB (Most Significant Bit) van een 32-bits IP-adres (8 bits maal 4), gevolgd door {\displaystyle 32-n} "nullen". Voor de bij dit netmask behorende IP-adressen geldt dat de eerste {\displaystyle n} bits het (sub-)netnummer zijn, en de opvolgende {\displaystyle 32-n} bits het hostadres. 

## Voorbeeld
Stel: het subnetmasker is (decimaal geschreven) 255.255.255.0, dan is er sprake van 24 respectievelijke "énen" en 8 respectievelijke "nullen". Binair geschreven is dit netmask gelijk aan 11111111.11111111.11111111.00000000. Wordt dit masker door bijvoorbeeld een netwerkrouter 'over' een binnenkomend IP-adres gelegd en wordt vervolgens een logische AND-bewerking uitgevoerd, dan blijft het subnetadres over. 
Stel dat dit netmask wordt gebruikt bij het IP-adres 192.10.10.128. Als nu op dit IP-adres en het subnetmasker 255.255.255.0 de binaire AND-bewerking wordt uitgevoerd, dan volgt hieruit het subnetnummer 192.10.10.0. Tevens is middels dit netmask vastgelegd dat de hosts binnen dat subnet een IP-adres hebben dat eruitziet als 192.10.10.XXX. Hieruit volgt dat dit subnet maximaal 256 adressen kan bevatten, waarvan het eerste (192.10.10.0) voor het netwerk id wordt gebruikt en het laatste (192.10.10.255) voor het broadcast adres.

## Twee gereserveerde 'host-adressen'
Overigens vallen er altijd twee hostadressen af: 
1. adressen met alle hostposities op "1", want dit is het zogenaamde broadcastadres. In het voorbeeld zijn dat 8 bits.
2. adressen met alle hostposities op "0", dit is het subnetnummer, en wordt niet als hostadres gebruikt.